# Lampides marakata
Lampides marakata är en fjärilsart som beskrevs av De Nicéville 1890. Lampides marakata ingår i släktet Lampides och familjen juvelvingar. Inga underarter finns listade i Catalogue of Life.